# Ismail Khatib
Ismail Khatib (auch Ismael Khatib; * 27. Dezember 1965 in Dschenin) ist ein palästinensischer Pädagoge. Der ehemalige Widerstandskämpfer für ein freies Palästina erlangte 2008 internationale Bekanntheit, nachdem er die Organe seines verstorbenen elfjährigen Sohnes Ahmed an verschiedene Kinder unterschiedlicher Religionszugehörigkeit zur Organspende freigegeben hatte.

## Leben
Ismail Khatib wurde als Sohn palästinensischer Flüchtlinge aus Haifa in einem Flüchtlingslager in Dschenin (engl. Jenin) geboren. Nach einer Ausbildung zum Automechaniker schloss er sich dem Widerstand gegen die israelische Besatzung an. Khatib nahm an der 1. Intifada teil, zog sich jedoch nach Vorwürfen des Vaters vom allgemeinen Gewaltgeschehen zurück.

## Der Hintergrund
Ismail Khatib lebte mit seiner Frau Abla und ihren fünf Kindern im Jahre 2005 in einem Flüchtlingscamp in Dschenin. Sein Leben verdiente sich Ismail Khatib zum damaligen Zeitpunkt durch unterschiedliche Arbeiten, zunächst als Kleidungsverkäufer, später verschiedentlich als Automechaniker. All diese Bestrebungen scheiterten jedoch, was Khatib auf den Besatzungszustand seiner Heimatstadt Jenin durch Israel zurückführte. 
Im Jahr 2005 wurde sein Sohn Ahmed Khatib bei einem israelischen Militäreinsatz bei einem Schusswaffeneinsatz durch einen israelischen Soldaten lebensgefährlich verletzt. Er wurde fälschlicherweise für einen palästinensischen Angreifer gehalten, da er ein Spielzeuggewehr bei sich trug. Obwohl der Junge sofort in ein Krankenhaus nach Haifa gebracht wurde, konnten die Ärzte sein Leben nicht mehr retten. Auf Anfrage eines dortigen Krankenpflegers, ob die Familie Khatib bereit wäre, die Organe ihres Kindes zu spenden, beschloss diese daraufhin, Lunge, Nieren, Leber und später auch das Herz ihres Sohnes zur Transplantation freizugeben. Die Spenderorgane konnten daraufhin an sechs Kinder weitergegeben und transplantiert werden. Die Empfänger der Organe waren alle Kinder mit israelischer Staatsangehörigkeit. Khatibs Leitgedanke war dabei, dass Kinder keine religiöse oder nationale Identität haben, sondern dass solche Dinge für Kinder keine Rolle spielen, da sie unschuldig sind.
International sorgte diese menschliche Geste für große Beachtung, woraufhin der deutsche Dokumentarfilmer Marcus Vetter und der israelische Filmemacher Leon Geller im Jahre 2007 beschlossen eine Dokumentation über die damaligen Geschehnisse zu drehen. Der dadurch entstandene Film Das Herz von Jenin wurde 2008 veröffentlicht und sorgte auch international für ein großes und breites Medienecho und wurde daraufhin mit mehreren Preisen ausgezeichnet (u. a. Deutscher Filmpreis 2010 – Bester Dokumentarfilm).
Am 22. September 2010 erhielten Ismail Khatib und seine Frau Abla den mit 25.000 Euro dotierten Hessischen Friedenspreis in Wiesbaden für die Organspende seines Sohnes an israelische Kinder und die damit verbundene Geste für einen Frieden im Nahostkonflikt über die Grenzen der verschiedenen Religionen hinweg. Den Preis erhielt die Familie Khatib dabei aus den Händen des hessischen Ministerpräsidenten Volker Bouffier und des hessischen Landtagspräsidenten Norbert Kartmann. Die Laudatio zu Ehren der Familie Khatib hielt dabei der ehemalige israelische Botschafter in Deutschland Avi Primor. Die Preisvergabe an die Familie Khatib stellte dabei ein Novum auf, da dieser in der Vergangenheit ausschließlich an bereits öffentlich bekannte Person vergeben wurde (u. a. an die Friedensnobelpreisträger Martti Ahtisaari, John Hume, Seine Heiligkeit der 14. Dalai Lama).
Ismail Khatib leitet heute das „Cuneo Center for Peace“ in Jenin und war Mitbetreiber des im Jahre 2010 wiedereröffneten Cinema Jenin.

## Ehrungen
- 2010: Hessischer Friedenspreis der Albert-Osswald-Stiftung